# 木戸皓貴
木戸 皓貴（きど こうき、1995年6月28日 – ）は、熊本県益城町出身のプロサッカー選手。ポジションはフォワード。

## 経歴
熊本県益城町出身で熊本ユナイテッドSCから東福岡高校に進学。高校3年時には9番を背負った。全国高等学校サッカー選手権大会では優秀選手に選出され、高円宮杯 JFA U-18サッカープレミアリーグでも得点ランキング2位に入った。
大学では明治大学に進学し、1年生の時から出場機会を掴んだものの、2度の負傷による長期離脱を経験。復帰後の大学4年次にはユニバーシアード日本代表に選出されたが、過密日程を踏まえて参加を辞退した。
2018年、アビスパ福岡に加入。4月28日、J2第11節のカマタマーレ讃岐戦でプロデビュー。2019年4月20日、J2第10節の愛媛FC戦でプロ初ゴールを決めた。
2021年よりモンテディオ山形に完全移籍。
2022年11月14日、モンテディオ山形は契約期間の満了を発表。同年11月29日、カンセキスタジアムとちぎで行われたJリーグ合同トライアウトに出場した。
2023年よりラインメール青森FCに完全移籍。4得点したが、僅か1年で退団となった。
2024年、ヴィアティン三重に移籍。2024年11月12日、退団を発表。

## 所属クラブ
- 熊本ユナイテッドSC
- 東福岡高等学校
- 明治大学
- 2018年 - 2020年 アビスパ福岡
- 2021年 - 2022年 モンテディオ山形
- 2023年  ラインメール青森FC
- 2024年  ヴィアティン三重

## 個人成績
| 国内大会個人成績 | 国内大会個人成績 | 国内大会個人成績 | 国内大会個人成績 | 国内大会個人成績 | 国内大会個人成績 | 国内大会個人成績 | 国内大会個人成績 | 国内大会個人成績 | 国内大会個人成績 | 国内大会個人成績 | 国内大会個人成績 |
| 年度             | クラブ           | 背番号           | リーグ           | リーグ戦         | リーグ戦         | リーグ杯         | リーグ杯         | オープン杯       | オープン杯       | 期間通算         | 期間通算         |
| 年度             | クラブ           | 背番号           | リーグ           | 出場             | 得点             | 出場             | 得点             | 出場             | 得点             | 出場             | 得点             |
| 日本             | 日本             | 日本             | 日本             | リーグ戦         | リーグ戦         | リーグ杯         | リーグ杯         | 天皇杯           | 天皇杯           | 期間通算         | 期間通算         |
| ---------------- | ---------------- | ---------------- | ---------------- | ---------------- | ---------------- | ---------------- | ---------------- | ---------------- | ---------------- | ---------------- | ---------------- |
| 2018             | 福岡             | 13               | J2               | 11               | 0                | -                | -                | 2                | 0                | 13               | 0                |
| 2019             | 福岡             | 13               | J2               | 30               | 3                | -                | -                | 2                | 1                | 32               | 4                |
| 2020             | 福岡             | 13               | J2               | 26               | 2                | -                | -                | -                | -                | 26               | 2                |
| 2021             | 山形             | 13               | J2               | 21               | 0                | -                | -                | 1                | 0                | 22               | 0                |
| 2022             | 山形             | 13               | J2               | 17               | 1                | -                | -                | 1                | 0                | 18               | 1                |
| 2023             | 青森             | 33               | JFL              | 25               | 4                | -                | -                | -                | -                | 25               | 4                |
| 2024             | 三重             | 11               | JFL              | 6                | 0                | -                | -                | 1                | 0                | 7                | 0                |
| 通算             | 日本             | 日本             | J2               | 105              | 6                | -                | -                | 6                | 1                | 111              | 7                |
| 通算             | 日本             | 日本             | JFL              | 31               | 4                | -                | -                | 1                | 0                | 32               | 4                |
| 総通算           | 総通算           | 総通算           | 総通算           | 136              | 10               | -                | -                | 7                | 1                | 143              | 11               |

## タイトル

### 個人
- 全国高等学校サッカー選手権大会・優秀選手（2014年）

## 代表歴
- U-18日本代表（2014年）
- 日本高校選抜
  - NEXT GENERATION MATCH（2014年）
  - デュッセルドルフ国際ユースサッカー大会（2014年）
- ユニバーシアード日本代表（2017年）